# Benjamin Brunner
Benjamin Brunner (Laupersdorf, 31 agosto 1798 – Soletta, 8 agosto 1882) è stato un politico svizzero.

## Biografia
Figlio di Jakob Brunner, agricoltore, oste e giudice distrettuale, frequentò il ginnasio a Soletta, poi l'istituto di Missy e il liceo a Saint-Dié (Vosgi), dove compì contemporaneamente un apprendistato di commercio. Successivamente rilevò l'azienda paterna. Nel 1827 sposò Francisca Champion, figlia di German Champion, sindaco di Courrendlin.
Fu membro del tribunale di Matzendorf e venne inoltre designato ispettore del catasto di Matzendorf e di Laupersdorf. Dal 1831 al 1861 fu deputato al Gran Consiglio solettese, dove rappresentò il partito dei Vecchi liberali. Membro del Consiglio di Stato dal 1831 al 1856, diresse i Dipartimenti delle finanze, di polizia, della sanità e degli interni. Dal 1842 al 1856 fu Landamano in alternanza con Josef Munzinger. Fece costruire, tra l'altro, le strade del Leberberg e di Biberist. Rivestì la carica di presidente dell'amministrazione del capitolo dal 1834 al 1854 e fu membro della commissione per la cessione dei boschi al comune, nel 1834, e della Costituente cantonale nel 1841. Nel 1852 presiedette la Conferenza diocesana incaricata dell'elezione del vescovo di Basilea.
A livello nazionale fu commissario federale a Lucerna nel 1847 e dal 1848 al 1857 venne eletto Consigliere nazionale, in rappresentanza della sinistra. Promosse nel 1845 la creazione della Società agricola cantonale, di cui fu presidente dal 1846 al 1853. Membro della Società elvetica e della Società di lettura e del museo di Soletta, fu infine contabile nel 1857 della AG für Uhrenfabrikation e cassiere alla stazione di Soletta della Ferrovia centrale svizzera fino al 1865.